# فناوری‌هراسی

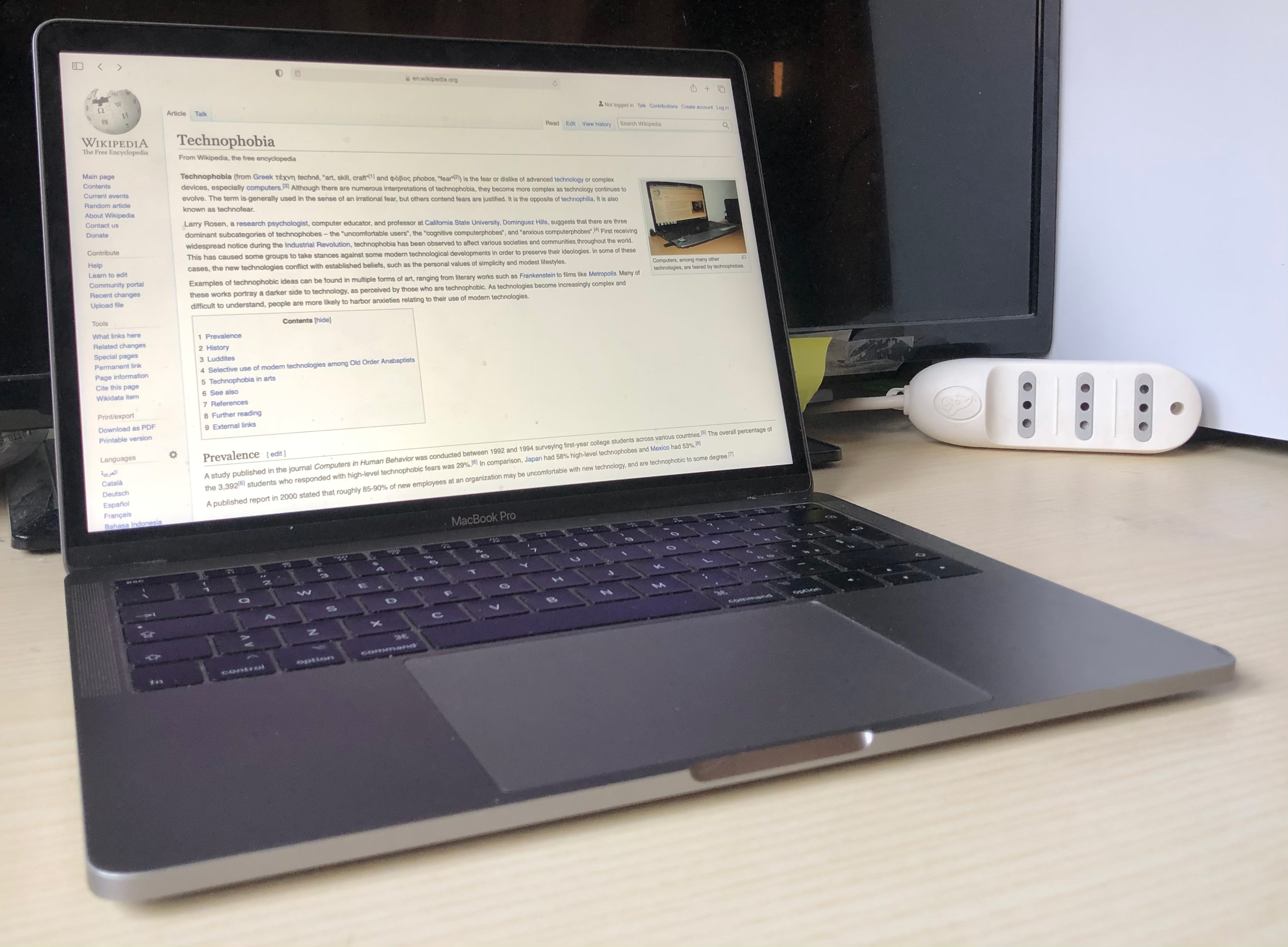
رایانه‌ها، در میان بسیاری از فناوری‌های دیگر، مورد هراس فناوری‌هراسان هستند.

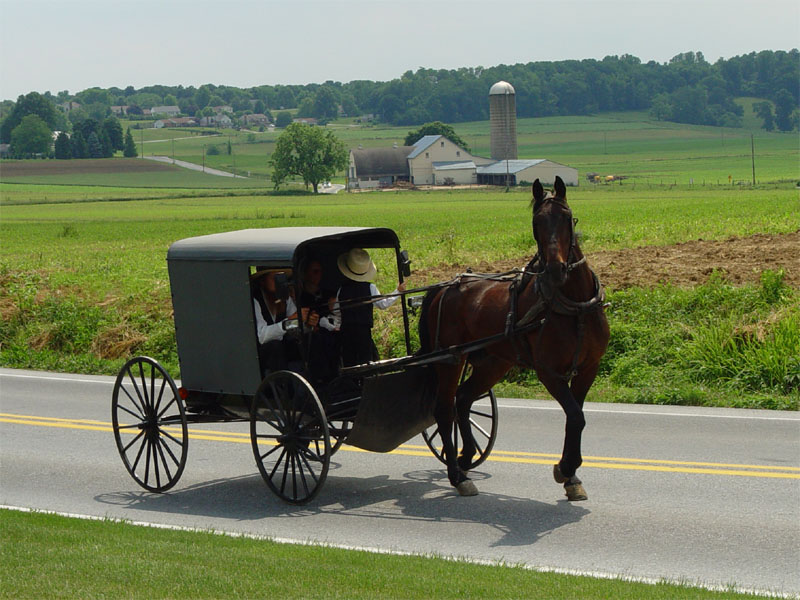
آمیش‌ها که در دنیای مدرن همچان از درشکه استفاده می‌کنند.

تکنوفوبیا یا فناوری‌هراسی (به انگلیسی: Technophobia) در معنی لغوی و ساده خود به ترس، هراس یا نفرت از تکنولوژی یا هر گونه فناوری پیشرفته گفته می‌شود.
اصطلاح Technophobia از دو واژه یونانی Techne به‌معنی هنر و مهارت و phobos به‌معنی ترس، تنفر یا بیزاری گرفته شده‌است.
زمانی که افراد مبتلا به فن‌هراسی با سیستم‌ها و فناوری‌های پیشرفته از جمله کامپیوترها، سیستم‌های تلفن یا حتی دستگاه‌های خودپرداز مواجه می‌شوند، برای استفاده از آن‌ها دچار مشکل، نگرانی یا حتی وحشت‌زدگی می‌شوند.
امروزه با ظهور و فراگیری تکنولوژی در جوامع، نوع جدیدی از تکنوفوبیا در انسان‌ها به‌وجود آمده‌است. این نوع هراس در اعتماد و استفاده از تکنولوژی نرم‌افزار مشاهده می‌گردد. در عصر حاضر نرم‌افزارها به راحتی می‌توانند بسیاری از دغدغه‌های ذهنی و عملی مدیران را از میان بردارند و به شیوه‌ای مؤثر و کارآمد به جمع‌آوری، طبقه‌بندی و پردازش انبوهی از اطلاعات بپردازند.

## تاریخچه
اولین بار در دوران انقلاب صنعتی تکنو فوبیا نشانه‌های خود را بروز داد. در این دوران ماشین‌های بخار وارد کارخانه‌ها شدند و همان اندازه که کارها را ساده‌تر کردند، به جایگزینی برای نیروی انسانی نیز بدل شدند. در آغاز انقلاب صنعتی شورش‌های فراوانی در بین کارگرانی که اینک ماشین‌های جدید را رقیب خود می‌دیدند درگرفت. در سال ۱۶۷۵ گروهی از بافندگان اروپایی به کارخانه‌ها حمله کردند و ماشین‌های بافندگی که باعث بیکاری بسیاری از آنها یا همکارانشان شده بود را نابود کردند. این اتفاق در نقاط مختلف و بارها تکرار شد. یکی از معروف‌ترین این تحرکات به شکل‌گیری جنبش اجتماعی لودیت‌ها منجر شد. لودیت‌ها گروهی از کارگران بخش نساجی بودند که با حضور فناوری‌های جدید و ماشین‌ها در صنایع مخالفت می‌کردند.
دومین موج بزرگ تکنو فوبیا در قرن ۱۹ اتفاق افتاد جایی که دست‌آوردهای مدرن از حوزه صنعتی خارج شد. در این میان گروه‌های فکری و اجتماعی بر تنور ترس از فناوری‌های جدید می‌دمیدند. جنبش رومانتیسم با تأکید بر تعریف خود از انسان ناب، فناوری‌های جدید را عاملی برای دور شدن از این مفهوم می‌دید.

## فن‌هراسی در ایران
فناوری‌هراسی سابقه دیرینه ای در ایران دارد کما این که وقتی برای اول بار دوچرخه به عنوان پدیده ای غربی وارد ایران شد، بسیاری از نزدیک شدن به آن ابا داشتند چرا که آن را وسیله اجنه و شیاطین می‌دانستند که می‌تواند به‌طور اسرار آمیزی بر روی فقط دو چرخ حرکت کند. فناوری‌هایی مانند بلوتوث، اینترنت و ماهواره نیز در زمان ورود به ایران وضعیت مشابهی داشتند.